# Jelenec běloocasý
Jelenec běloocasý (Odocoileus virginianus), také jelenec virginský, jelen viržinský nebo jelenec viržinský, je druh spárkaté zvěře původem z oblastí od jižní Kanady až po sever Brazílie, importovaný do mnoha míst Evropy mj. i do Česka.

## Popis
Samci obvykle váží 50–100 kg, ale vzácně, hlavně v Americe byly zaznamenány kusy, které přesahovaly 159 kg. Samice obvykle dosahují váhy 40–90 kg, ale byly zdokumentovány kusy, které dosahovaly až 105 kg. Délka se pohybuje od 160 do 220 cm včetně ocasu a výška v kohoutku od 80 do 100 cm. Jelenec běloocasý žijící v tropech bývá často mnohem menší než v mírném pásu, v průměru 35–50 kg. Laně jsou bez paroží. Samci paroží shazují v lednu až březnu. V letním šatu je srst jelenců krátká a červenohnědá, v zimním je delší a šedohnědá. Spodní část hlavy, krku a břicha je bělavá, kelka je 15 až 30 cm dlouhá, porostlá na okrajích a vespod dlouhou bílou a řasnatou srstí. Při nebezpečí jelenci charakteristicky vyskakují všemi čtyřmi běhy najednou a vztyčují kelku, takže vlaje jako dlouhý bílý prapor.

## Ekologie
Jelencům vyhovuje krajina, kde se střídají lesy s poli a loukami. Říje probíhá v listopadu, někdy se protáhne do prosince, samci se při ní ozývají sykavými až hvízdavými zvuky a tvrdě mezi sebou bojují o přízeň samic. Po 7 měsících březosti rodí samice 1 až 2 mláďata, která jsou na hřbetě a bocích bíle skvrnitá. Stejně jako ostatní parohatá zvěř se jelenci dorozumívají kelkou.

## Poddruhy
Níže je uvedena klasifikace a taxonomie jelence běloocasého a některé jeho poddruhy.
- Čeleď Cervidae
  - Podčeleď Odocoileinae
    - Rod Odocoileus 
      - Druh Odocoileus virginianus 
        - Odocoileus virginianus apurensis (nebo gymnotis)
        - Odocoileus virginianus carminis (Goldman & Kellog, 1940)
        - Odocoileus virginianus clavium (Barbour a G. M. Allen, 1922)
        - Odocoileus virginianus couesi (Coues a Yarrow, 1875)
        - Odocoileus virginianus leucurus (Douglas, 1829)
        - Odocoileus virginianus mcilhennyi (Miller, 1928)
        - Odocoileus virginianus ochrourus (V. Bailey, 1932)
        - Odocoileus virginianus texanus (Mearns, 1898)
        - Odocoileus virginianus truei (Merriam, 1898)
        - Odocoileus virginianus virginianus (Zimmermann, 1780)

Některé zdroje uvádějí až 38 poddruhů.

## Mezitaxonové vztahy
V zemi původu je predátorem jelence běloocasého jaguár (Panthera onca); na jelenci parazituje motolice obrovská (Fascioloides magna), klíště americké (Amblyomma americanum) a klíště jelení (Ixodes scapularis). Jelenci běloocasí mají údajně přirozenou obranu proti lymské borrelióze působené bakterií rodu Borrelia, kterou z něho přenášejí na člověka klíšťata, resp. klíště jelení.

## Zajímavosti
Jelenci běloocasí byli poprvé vysazeni na českém území knížetem Josefem Colloredo-Mansfeldem na panství Dobříš v roce 1855. V současné době žijí jelenci v Čechách, např. na Dobříšsku a místy v Brdech. V Evropě se dále vyskytují ve Finsku a malá populace též na Islandu.
Nejznámější, ale zcela fiktivní jelenec běloocasý je Bambi z pohádky Walta Disneye; v románové předloze od Felixe Saltena se jednalo o srnce.
Populace na území USA se odhaduje na 30 milionů jedinců.[zdroj⁠?!]
V roce 2021, v americkém Wisconsinu, se podařilo zachytit na video neobvyklou scénu, kdy samice jelence zareagovala na nářek zajíce, kterého na zemi uchopila káně rudoocasá. Sudokopytník dravce udupal kopyty, zatímco zajíc využil situace a unikl.